# Московский поход Яна II Казимира
Московский поход Яна II Казимира — военная кампания Речи Посполитой зимой 1663—1664 годов, ставшая главным событием на завершающей стадии русско-польской войны 1654—1667 годов. Вторжение крупной польско-литовской армии, поддержанной правобережными казаками и крымскими татарами, имело целью вернуть отпавшие от Речи Посполитой с начала восстания Хмельницкого земли Левобережной Украины, а также, по аналогии с Московским походом королевича Владислава Вазы, дойти до Москвы, чтобы либо взять её, либо с позиции силы продиктовать Русскому царству условия мирного договора. Для этого под королевские знамёна была собрана самая крупная за всю войну 60-тысячная армия — наибольшая из вторгавшихся в Россию на протяжении XVII века. Поход, однако, окончился полным провалом Яна II Казимира и тяжёлым отступлением через леса в условиях распутицы. В результате похода Речь Посполитая утратила военную инициативу, что предопределило подписание Андрусовского перемирия и её отказ от обширных территорий.

## Политическая ситуация
После подписания Оливского мира со Швецией в 1660 году значительные польско-литовские контингенты были переброшены на восточный театр военных действий, где смогли одержать ряд побед на литовском направлении и вытеснить русские войска с большей части Великого княжества Литовского. На землях Гетманщины измена Юрия Хмельницкого, перешедшего на службу к польскому королю и подписавшему с ним Слободищенский трактат, привела к возникновению мощной оппозиции молодому гетману, прежде всего в левобережных полках, и к политическому расколу между Правобережьем и Левобережьем. До 1663 года ситуация оставалась неизменной, поскольку ни одной из сторон не удавалось закрепиться на противоположенном берегу Днепра. Для нанесения решающего удара Ян II Казимир задумал провести зимой 1663—1664 годов грандиозную кампанию, для которой мобилизовал максимальное количество сил.

## Тактика и стратегия
По данным польских историков, король стремился победить русские войска в генеральном сражении. В зимнее время русские войска обычно распускались по домам и для срочного сбора крупного войска требовалось время. Поэтому историк Игорь Бабулин считает, что генеральное сражение могло произойти только под Москвой, которая, с учётом избранного времени года, и являлась целью стремительного похода королевских войск. Чтобы не терять время, королевская армия не собиралась осаждать крупные русские гарнизоны в Гетманщине, а делала ставку на подчинение непосредственно левобережных казаков и быстрое взятие их небольших крепостей. От похода на Москву через Смоленск отказались в силу опасности оставления с фланга мятежной Левобережной Украины, поскольку казаки ударом с юга могли перерезать пути снабжения королевской армии через Великое княжество Литовское. При этом коронное войско, усиленное правобережными казаками и крымскими татарами, должно было выступить с Правобережной Украины, а литовское войско идти из Великого княжества Литовского на соединение с королевской армией в районе Брянска.

## Численность войск
Понимая, что Россия, в отличие от 1618 года, являлась давно преодолевшим Смуту государством с боеспособной армией, король стремился мобилизовать максимально возможное число своих войск и привлечь всех возможных союзников. Общая численность коронного войска, которое ему удалось собрать, составляла 22 тысячи кавалерии и пехоты. Численность литовского войска оценивается в 18 тысяч человек. Оба войска имели в своих рядах крылатых гусар — элитную тяжёлую кавалерию, являвшуюся главной ударной силой. В польском и литовском войске было несколько десятков лёгких полевых орудий, однако не было тяжёлой осадной артиллерии. Командный состав королевского войска включал в себя почти всех наиболее опытных военачальников государства. В войсках правобережного гетмана Павла Тетери, шедшего вместе с королём, насчитывалось, вероятнее всего, около 10 тысяч человек. Аналогичная численность была и у крымского войска, возглавляемого царевичами Мамет-Гиреем и Саадет-Гиреем.

## Ход кампании
15 (25) октября 1663 года польско-казацко-татарская армия выступила из Белой Церкви и переправилась через Днепр близ Ржищева. Затем объединённое войско направилось на северо-восток. Русские гарнизоны стояли лишь в Киеве, Чернигове, Остре, Нежине и Переяславе, некоторые отряды были и при левобережном гетмане Брюховецком в Батурине. Обходя русские гарнизоны, королевское войско с ходу брало небольшие казацкие крепости, некоторые из которых сдавались без боя. Брюховецкий не мог оказать помощи многим из них, избегая крупного полевого сражения, которое имело бы предсказуемый негативный исход. Упорное сопротивление коронной армии оказала Салтыкова Девица, которую поляки после взятия поголовно вырезали и предали огню. Королевское наступление на Северщине стремительно развивалось. Часть королевского войска во главе с Яном Собеским, в которой были крымские татары и правобережные казаки, взяла Кременчуг, Лубны, Лохвицу, Ромны, Глинск, Варву и Прилуки. Не преуспела она во взятии Гадяча. Также, подойдя к ставке Брюховецкого Батурину 5 (15) января 1664, в котором при гетмане находился сильный 3-тысячный русский гарнизон, состоявший из рейтар, король после первых стычек решил не штурмовать хорошо укреплённый город и двинулся дальше. Тем временем, левобережные казаки и русские рейтары дерзкой вылазкой из Конотопа сумели захватить часть королевского обоза и пленных под Новыми Млинами. 11 (21) января 1664 королевское войско достигло Глухова, начав его осаду. В это время русские воеводы Пётр Шереметев, стоявший в Севске, и Григорий Ромодановский, стоявший в Сумах, лишь начинали сборы войска. Русское командование ожидало нападения на Смоленск и, в целом, было застигнуто кампанией Яна II Казимира на южном театре военных действий врасплох. Главным воеводой был назначен Яков Черкасский, собиравший войско в Можайске. 31 декабря 1663 (10 января 1664) он выступил в южном направлении, поскольку угроза Смоленску миновала.
Тем временем, шедший на соединение с королём во главе литовского войска Михаил Казимир Пац осадил Рославль, однако упорная оборона города воеводой Иваном Тухачевским заставила его спустя три недели отступить ни с чем. По пути к королю Пацу, соединившемуся с другой частью литовского войска во главе с Александром Полубинским, также не удалось взять приступом Брянск. Не лучше развивалась осада Глухова королевским войском. Состоявший исключительно из левобережных казаков гарнизон под командованием Василия Дворецкого героически отражал приступы огромного польско-казацко-татарского войска, нанося ему ощутимые потери. Тайную помощь ему оказывал полковник правобережных казаков Иван Богун, передававший в крепость важные сведения, за что был позже расстрелян. Простояв под Глуховом две с половиной недели и узнав, что против него выдвигается Григорий Ромодановский с войском, король решил не тратить время и солдат на Глухов и двигаться дальше к Севску. Во время осады Глухова отдельные польские, литовские, казацкие и татарские загоны, добывая провиант и полон, совершали рейды под Карачев, Рыльск и Курск, но попытки штурма городов оканчивались неудачами.

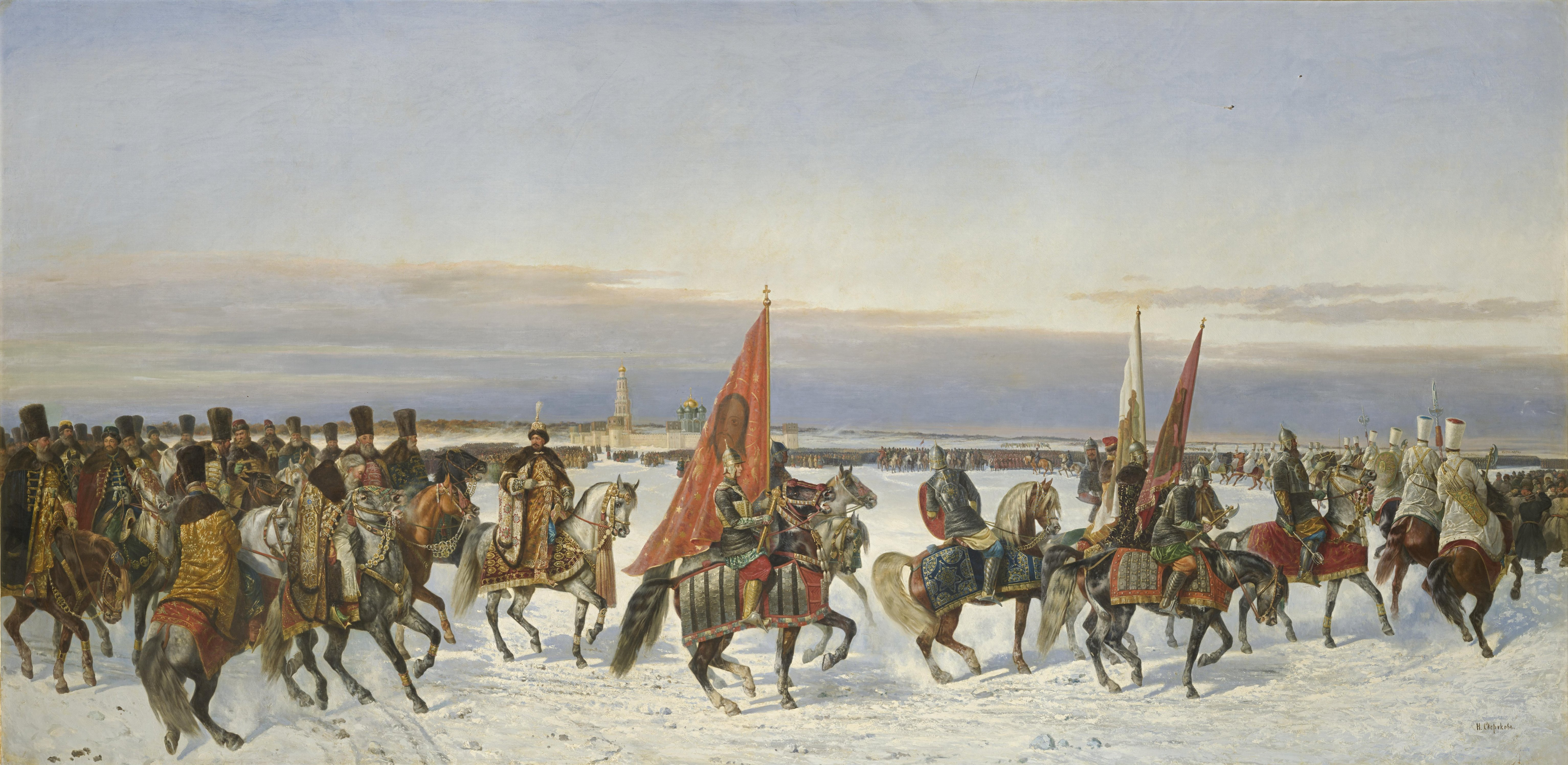
Выезд царя Алексея Михайловича на смотр войск в 1664 году. Картина Н. Е. Сверчкова, 1864 г.

Тем временем, в Москве готовились к отражению польского наступления. Алексей Михайлович дал команду собирать Государев полк и готовился лично возглавить поход навстречу воинству Яна II Казимира, чего не делал со времён осады Риги в 1656 году. Знаменательный смотр царского войска состоялся 10 (20) февраля 1664 у стен Новодевичьего монастыря.
Подойдя к Севску, король, не рискнул осаждать хорошо оснащённую и укреплённую Севскую крепость, из которой по его войску начал палить из пушек воевода Иван Полев. Соединившись с литовским войском, он на военном совете 10 (20) февраля 1664—12 (22) февраля 1664 принял решение о прекращении похода и отступлении. Немаловажную роль сыграл тот фактор, что на фоне длительного и безуспешного стояния под Глуховом в тылу у короля начали восставать занятые им левобережные города. Полыхать начало не только Левобережье, но и Правобережье, где разгорелось Правобережное восстание 1664—1665 годов. В этих условиях, ввиду приближающихся с разных сторон русско-казацких армий, о численности которых король был дезинформирован, дальнейшее наступление на Москву представлялось крайне рискованным, поскольку армия короля могла оказаться отрезанной от снабжения. Для прикрытия отступления король послал достаточно крупный отряд под командованием Полубинского и Бидзинского в сторону Калуги, но, встретив сопротивление в битве при Косуличах и узнав о приближающемся войске Якова Черкасского, отряд повернул назад. Король двинулся к Новгороду-Северскому, поскольку было принято решение отступать кратчайшим путём через Стародуб в сторону литовской границы. Часть войска во главе с Чарнецким была послана на Правобережье для подавления восстания.
Войско Ромодановского численностью 15 тысяч человек, соединившись с войском Брюховецкого, начало преследовать короля, отступавшего к Десне. Яну II Казимиру удалось переправиться под Пироговкой через реку 15 (25) февраля 1664 и остановиться под Новгородом-Северским, однако он решил вновь направить конные отряды во главе с Чарнецким против Ромодановского и Брюховецкого на противоположенный берег. Там отряды Чарнецкого были разбиты под Воронежем. Затем казаки Брюховецкого, захватив переправу, сами переправились на правый берег Десны, но были разбиты и оттеснены на левый берег тем же Чарнецким. Таким образом Пироговская битва не принесла решающей победы ни одной из сторон. Король, простояв ещё несколько дней на правом берегу Десны и, вопреки ожиданиям, не сумев взять Новгород-Северский, продолжил отступление в сторону литовской границы. На переправе через реку Ипуть под Дроковом его арьергард во главе с Христианом Людвигом Калькштейном был атакован другим русским войском под командованием Ивана Прозоровского и Юрия Барятинского. Оно одержало победу в битве под Дроковом, пленив Калькштейна и захватив значительную часть польско-литовского обоза. На этом военные действия королевского похода закончились.
Королевское войско от Стародуба до Кричева вёл через лесные чащи и болота некий Иван Бугай. Поскольку дело было в марте, снег уже в значительной степени растаял, сделав плохие дороги ещё более непроходимыми. Солдаты Яна II Казимира были в крайнем истощении, а лошади гибли тысячами. Солдатам, бросившим все повозки с продовольствием и закопавшим по пути большие королевские пушки, пришлось есть мёртвых лошадей. На литовскую территорию со значительными потерями возвращалась толпа измученных, раненых, обмороженных и голодных людей, почти утративших боеспособность. Находившийся в войске Яна II Казимира французский герцог Антуан де Грамон писал:
Страдания отступающих были невообразимы … мы принуждены были проделать наш путь, на протяжении более шестидесяти лье, в снегах, через лесную чащу, где не проходил никто, кроме диких кошек. Мы думали, что погибнем все, и король спасся с большим трудом. Снега растаяли, реки вышли из берегов; иногда приходилось делать по четыре лье по разливам, не имея другой возможности не утонуть, кроме нарядов людей, идущих впереди эскадронов и батальонов с длинными шестами для нащупывания мест, куда можно бы было ступить; чрезвычайно счастливые тем, что спаслись, побросав все повозки. Так как в целой армии из них не сохранилось ни одной, начиная с повозок королевских, наступил такой сильный голод, что в течение двух дней я видел, как не было хлеба на столе у короля и как все были накануне голодной смерти. Этот ужасный марш мы выносили две недели. [..] В истории истекших веков нет ничего, что можно бы было сравнить с состоянием такого разгрома.

## Результаты кампании
Последствия похода были тяжёлыми для Речи Посполитой. Ян II Казимир никогда уже больше не пытался повторять столь грандиозного предприятия. Он так и не смог добиться генерального сражения с русскими войсками и был вынужден прервать свой поход. Залогом его неудачи была неспособность полностью покорить левобережные полки и вывести из игры Брюховецкого, а также стойкость ряда казацких и русских гарнизонов, прежде всего Глухова. В результате, потратив ценное время и солдат, король оказался перед лицом серьёзных военных рисков, заставивших его отказаться от своих планов. Русские же войска без больших жертв и генерального сражения достаточно эффективно смогли вытеснить крупную армию противника со своей территории. Историки, однако, отмечают, что при большей расторопности главнокомандующего Якова Черкасского был возможен полный разгром ослабевшей и деморализованной польско-литовской армии между Мглином и Кричевом, включая пленение самого Яна II Казимира.
После отступления польско-литовской армии все 52 города Левобережной Украины возвратились под контроль Брюховецкого. Вплоть до разделов Речи Посполитой при Екатерине II Днепр стал «линией равнодействия» между Россией и Речью Посполитой. Утратив способность к военной инициативе, Речь Посполитая вскоре была вынуждена подписать Андрусовское перемирие, отказавшись от Левобережья и от Смоленщины. По словам Натальи Яковенко поход Яна II Казимира стал последней попыткой Речи Посполитой переломить в свою пользу более чем столетнее противостояние с Россией, начавшееся ещё во времена Ливонской войны.
Одним из итогов похода стало, однако, и значительное разорение Левобережной Украины и ряда приграничных русских уездов, что позволяет сопоставить его результаты с результатами обычного грабительского рейда.
Оценивая политическое значение и итоги крупномасштабного похода Яна II Казимира, историк Николай Смирнов считает, что его предназначением было разрешение острых противоречий между королём и шляхтой, часто бунтовавшей против короля и противостоявшей попыткам укрепления королевской власти. Надеясь на перелом в ходе войны, возвращение Украины в состав Речи Посполитой и поражение Российского царства, король рассчитывал на компромисс со шляхтой, которая в обмен на значительные новые земельные наделы, согласилась бы с расширением королевских прав и полномочий. По словам Смирнова, именно благодаря этому королю удалось собрать под свои знамёна столь крупное войско. Однако провал похода похоронил эти планы и король впоследствии отказался от внутриполитических реформ. Речь Посполитая осталась государством с чрезвычайно широкими правами шляхты, что предопределило её слабость и недееспособность в течение XVIII века.